# Xiaopu, Jiangyong
La ciudad de Xiaopu (chino: 潇浦镇; pinyin: Xiāopǔ Zhèn) es una ciudad y la sede del condado en el centro norte del condado de Jiangyong, Hunan, China. La ciudad fue reformada a través de la amalgama de 3 aldeas del municipio de Huangjialing (chino: 黄甲岭乡), 26 aldeas y una comunidad del pueblo de Yunshan (chino: 允山镇) y el antiguo pueblo de Xiaopu el 12 de noviembre de 2015, tiene una superficie de 215,03 km² (83,02 millas cuadradas) con una población de 69 700 habitantes (a finales de 2015). Su sede está en la calle Wuyi (chino: 五一路).